# Bunjil
Bunjil (el águila) es una deidad de la mitología aborigen australiana de Victoria. Es el Dios creador y también el héroe cultural y ente antecesor de muchos de los aborígenes de Victoria.

## Historia

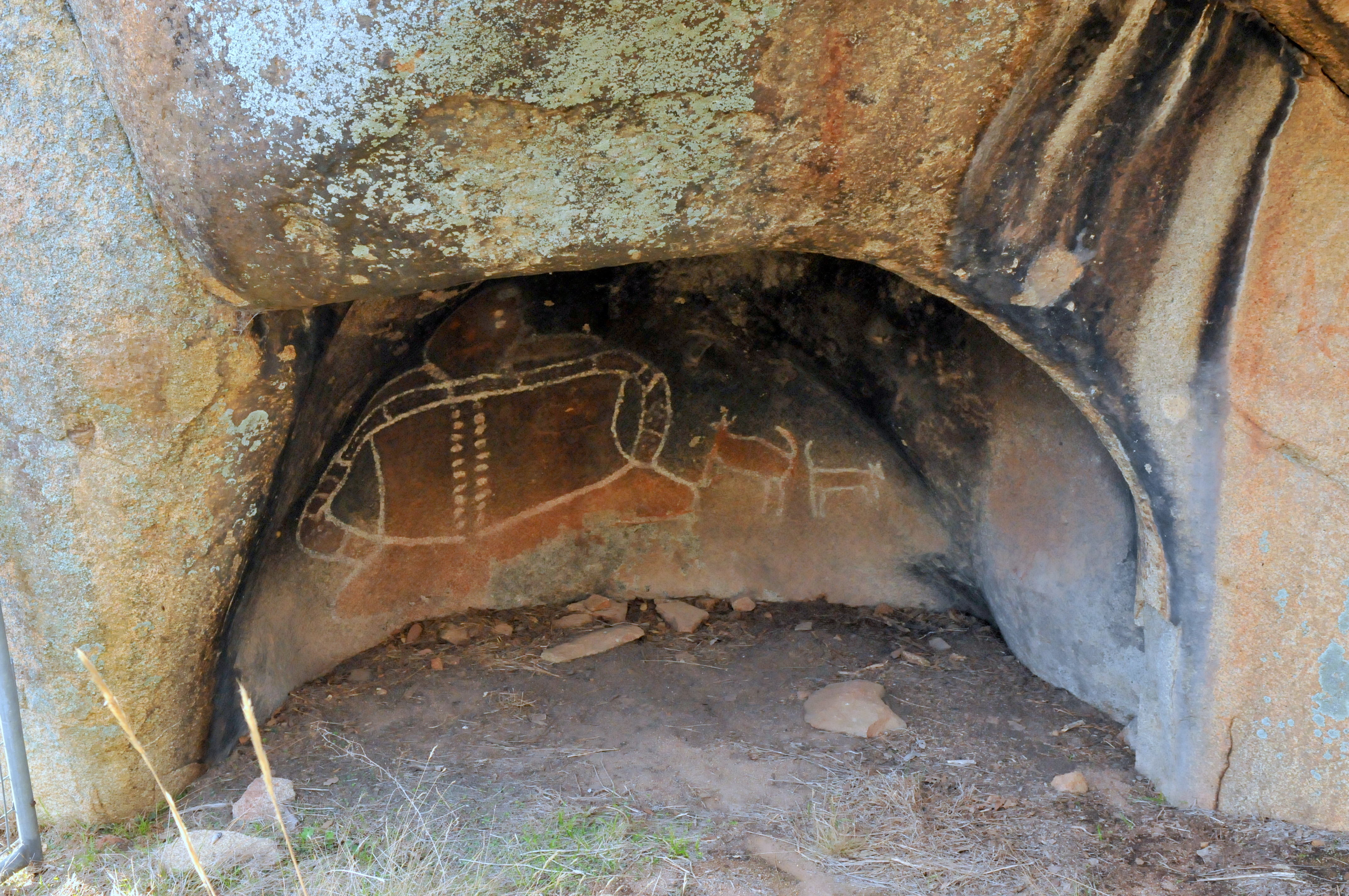

Bunjil es uno de los dos antecesores antiguos de la nación de Kulin en el centro de Victoria. El otro antecesor importante es el cuervo, conocido como el controlador del viento y el embaucador. Bunjil tiene dos mujeres cisnes y un hijo llamado Binbeal, el arco iris. Su hermano es Pailian, el murciélago. Tiene seis wirmums o chamanes, quienes representan el clan del águila: Djurt-djurt el cernícalo australiano, Thara el pequeño halcón, Yukope el perico, Dantum el loro, Tadjeri la zarigüeya de cola tupida y Turnong la zarigüeya deslizante.
Según una versión del mito de Bunjil, después de crear las montañas, los ríos, la flora, la fauna y las leyes que gobiernan a los seres humanos, Bunjil buscaba sus mujeres y sus hijos y pediό que el cuervo abrirá sus bolsas para soltar un poquito de viento. El cuervo abrió la bolsa en la que tuvo sus torbellinos, causando un ciclón que desarraigó los árboles. Entonces Bunjil pediό que haga un viento aún más fuerte. El cuervo le obedecía, pero hizo un viento tan fuerte que Bunjil y toda su familia fue llevada hacia el cielo. En su lugar nuevo, Bunjil se convirtió en la estrella Altair y sus dos mujeres se convirtieron en las dos estrellas que están a su lado.
Una historia de los Bunurong destaca un tiempo de muchos conflictos entre las naciones de Kulin, un tiempo en el que la gente peleaba, olvidando sus propias familias y tierras. El caos creciente y los conflictos hacían que se enfadara el mar. Como castigo el mar empezaba a subir hasta inundar todos los valles y amenazaba inundar toda la tierra. Desesperados, la gente buscaron a Bunjil y le pidieron ayuda para evitar que el mar inunde la tierra entera. Bunjil aceptaba el trato, con el compromiso, que la gente tendrá que cambiar sus vidas y respetar las leyes universales, respetar la tierra y la familia. Con el trato hecho, Bunjil fue hacia el mar. Se lanzó y ordenó que el mar dejara de subir.

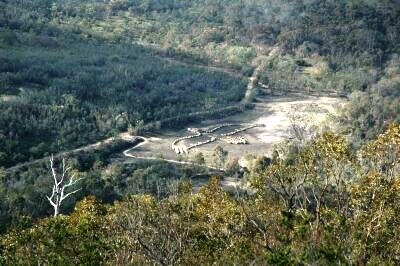

Los Kulin y los aborígenes de Victoria creen que Bunjil se refugiό dentro de una cueva durante el Tiempo de los Sueños. Esta cueva está dentro de la reserva de Black Range en Victoria. Hoy en día, el refugio de Bunjil es un lugar muy popular con las turistas y es una de las pinturas de piedra más importantes de la historia aborigen de Australia.